# Bocht van Walsoorden
De Bocht van Walsoorden is een diepe vaargeul in de Westerschelde, gelegen nabij de Plaat van Walsoorden, het Zuidergat. De Bocht ligt in de gemeente Hulst vlak bij (~750 m) het dorp Walsoorden, in de Nederlandse provincie Zeeland, niet ver van de Schor van Baalhoek; grote zeeschepen komen hier vlak onder de kust voorbij.
Het water is zeewater en heeft een getij. De waterdiepte gaat van -27,6 tot -13,6 meter t.o.v. NAP.
Het hoofdvaarwater is aangeduid als CEMT-klasse VIc (duwkonvooi met 3×2 bakken naast elkaar, 270×22,8 meter) en wordt gebruikt door zeeschepen, binnenvaart en pleziervaart, en is ongeveer 420 meter breed. Aan de noordoostkant van het vaarwater is een zogenoemd Fietspad met gele boeien uitgelegd, dat is een vaargeul bedoeld voor de pleziervaart zodat de zeevaart en de pleziervaart elkaar niet hinderen.